# (30825) 1990 TG1
1990 TG1 (asteroide 30825) é um APL. Possui uma excentricidade de 0.67991751 e uma inclinação de 8.73748º. Este asteroide foi descoberto no dia 14 de outubro de 1990 por Spacewatch em Kitt Peak.